# 2012年の航空
< 2012年
2011年の航空 - 2012年の航空 - 2013年の航空
2012年の航空（にせんじゅうにねんのこうくう）とは、2012年（平成24年）に起こった航空関係の予定をまとめたページである。

## 出来事の一覧

### 1月
- 1月1日
  - （社名変更） ドイツのベルリンにある、ベルリン・シェーネフェルト国際空港を運営する会社が会社名を「ベルリン・ブランデンブルク国際空港」に改称。今回は社名の変更のみで、3レターコードの変更などは現時点ではなし。なお、今後2013年10月27日に現在のベルリン・シェーネフェルト国際空港から「ベルリン・ブランデンブルク国際空港」に名称変更され、新たに開港する予定。
- 1月2日
  - （路線廃止） マレーシア航空（マレーシア・クアラルンプール）が、大阪/関西-コタキナバル-クチン線を廃止。
- 1月18日
  - （就航開始） 春秋航空（中国・上海市）が、佐賀-上海/浦東線を就航開始。週2便(水・土)の運航。機材はエアバスA320-200型機を使用。
- 1月21日
  - （就航開始） 全日本空輸（東京都港区東新橋）が、東京/羽田-フランクフルト線を就航開始。週3便(月・木・土)の運航で、2月1日から1日1便の運航に増便予定。機材はボーイング787-8型機を使用。なお、787は当路線が初の長距離路線となっている。
- 1月27日
  - （運航停止） スペインの航空会社「スパンエアー」が、経営難で運航停止。
  - （アライアンス脱退） スパンエアーが、上記の理由によりスターアライアンスを脱退。
- 1月29日
  - （運航停止） イタリアの地域航空会社「エア・アルプス」が、運航停止。
- 1月31日
  - （路線廃止） マレーシア航空が、東京/羽田-コタキナバル線を廃止。

### 2月
- 2月1日
  - （運航再開） 同年1月30日から運航を停止していたイタリアの地域航空会社「エア・アルプス」が運航を再開。ただし路線はローマ-パルマ線、ローマ-ボルツァーノ線のみとなっている。
- 2月3日
  - （運航停止） ハンガリーの航空会社「マレーヴ・ハンガリー航空」が、経営難で運航停止。
  - （アライアンス脱退） マレーヴ・ハンガリー航空が、上記の理由によりワンワールドを脱退。
- 2月6日
  - （空港民営化） ブラジル政府はコンゴーニャス空港（サンパウロ）、ヴィラコッポス国際空港（カンピーナス）、プレジデント・ジュセリノ・クビシェッキ国際空港（ブラジリア）の運営権の競売を実施。
- 2月7日
  - （運航認可） フィリピンの格安航空会社「エアアジア・フィリピン」をフィリピンの航空当局から航空運航事業許可(AOC)を取得した。今回、クラークを拠点に国内線・国際線を3路線ずつ認可された。計画では、本年3月15日から、ダバオ、カリボ、プエルト・プリンセサに就航する予定。国際線は今後、シンガポール、香港、マカオに就航を予定している。
- 2月8日
  - （機材購入発表） スカイマーク（東京都大田区）が、エアバスA330-300型機を6機導入する方針を決定した。同社によるとボーイング737-800型機・エアバスA380型機に次いで3機目となった。受領はA380型機と同じ2014年度を予定。なお、日本の航空会社のエアバス機は日本航空、元・日本エアシステムがA300型機、全日本空輸がA320型機、A321型機を保有、または保有していた。今回同社が導入を決めたA330-300型機をは日本の航空会社がでは初めてとなる。
- 2月17日
  - （持株会社移行発表） 全日本空輸が、2013年4月1日を目途に、持株会社に移行すると発表。
  - （運航停止） オーストラリアの格安航空会社「エア・オーストラリア」が経営破綻により運航停止。
- 2月26日
  - （運航停止） オーストラリア領ノーフォーク島の航空会社「ノーフォーク・エア」が運航停止。なお、同社が運航していたノーフォーク島 - シドニー線(月・金)・ブリスベン線(火・土)は3月2日からニュージーランド航空が引き継いだ。

### 3月
- 3月1日
  - （就航開始） 格安航空会社の、Peach Aviation（大阪府泉南郡田尻町）が、大阪/関西-札幌/新千歳線（1日3往復）、福岡線（1日4往復）を就航開始。機材は、エアバスA320-200型機（乗客 : 180名）で運航。
- 3月6日
  - （空港再開） タイ・バンコクのドンムアン空港の運航を再開。
- 3月7日
  - （就航開始） スカイマーク（東京都大田区）が、東京/成田-神戸線（1日2便）を開設。
- 3月20日
  - （アライアンス加盟） エア・ベルリン（ドイツ・ベルリン）が、ワンワールドに正式加盟。
  - （アライアンス加盟） ニキ航空（オーストリア・ウィーン）が、ワンワールドに正式加盟。
- 3月24日
  - （路線廃止） チャイナエアライン（台湾・桃園県）が、名古屋/中部-高雄線（週2便）を運休。
  - （路線廃止） ガルーダ・インドネシア航空（インドネシア・ジャカルタ）が、名古屋/中部-デンパサール線（週3便）を運休。
- 3月25日
  - （ダイヤ改正） 本日から航空ダイヤが夏ダイヤに変更。
  - （就航開始）　全日本空輸が、東京/成田-新潟線を1日1便で就航開始。
  - （就航開始） スカイマークが、関西国際空港に再就航。大阪/関西-札幌/新千歳線（1日2便）、東京/羽田線（1日1便）、沖縄/那覇線（1日1便）をそれぞれ開設。なお、札幌/新千歳線と沖縄/那覇線は同年5月からは1日3便に増便予定。
  - （就航開始） マレーシア航空が、クアラルンプール-東京/成田-ロサンゼルス線を週4便(月・水・金・日)を開設。
  - （就航開始） 格安航空会社の、Peach Aviationが、大阪/関西-長崎線を1日2便で就航開始。
- 3月26日
  - （就航開始） S7航空（ロシア・モスクワ）が、東京/成田-ハバロフスク線を週2便(月・金)で開設。
- 3月27日
  - （社名変更発表） 北海道国際航空株式会社（北海道札幌市中央区）が、本年10月1日から「株式会社AIRDO（エアドゥ）」に社名（商号）を変更すると発表。
  - （機体デザイン変更発表） 北海道国際航空が、2012年度下期から導入を予定しているボーイング737-700型機から順次、機体デザインを変更する予定と発表。
  - （就航開始） S7航空（ロシア・モスクワ）が、東京/成田-ウラジオストク線を週2便(火・土)で開設。
- 3月29日
  - （アライアンス加盟発表） エバー航空（台湾・桃園県）が、2013年半ばを目途にスターアライアンスに正式加盟すると発表。
- 3月30日
  - （就航開始） イースター航空（韓国・ソウル）が、大阪/関西-ソウル/仁川線を1日2便で開設。
  - （就航開始） チェジュ航空（韓国・済州市）が、福岡-ソウル/仁川線を1日1便で開設。

### 4月
- 4月1日
  - （編入合併） 全日本空輸株式会社（東京都港区東新橋）が子会社のエアーニッポン株式会社（東京都港区東新橋）を編入合併。存続会社は全日本空輸株式会社。
  - （会社設立） 関西国際空港（大阪府泉佐野市・泉南郡田尻町・泉南市）と大阪国際空港（伊丹空港）（兵庫県伊丹市・大阪府池田市・豊中市）を一体で運営する新会社「新関西国際空港株式会社」を設立。
  - （経営破綻）  アメリカのピナクル航空（英語版）が連邦倒産法第11章を申請。
  - （就航開始） 格安航空会社の、Peach Aviationが、大阪/関西-鹿児島線を1日2便で就航開始。
- 4月2日
  - （航空事故） ロシアの航空会社「UTエアー」のATR 72型機が、ロシア・チュメニ郊外で離陸後に墜落する事故が発生[1]。（UTエアー120便墜落事故）
  - （就航開始） 格安航空会社の、ジェットスター航空（オーストラリア・メルボルン）が、東京/成田-マニラ-ダーウィン線を週4便(月・火・金・土)で運航開始。
- 4月6日
  - （ラストフライト） シンガポール航空が、保有するボーイング747-400型機（ジャンボ機）の完全退役を前にメモリアルフライト（ラストフライト）を実施。路線は、シンガポール-香港線。なお、運航は本来の定期便での運航よりも1時間長くフライトし、上空で振り返るイベントを行った。なお、ファーストクラスの搭乗者についてはシンガポールでシミュレーターを利用した乗員訓練施設のツアーも実施された。
  - （航空事故） 米バージニア州の住宅地に、米海軍の戦闘攻撃機FA18が墜落。
- 4月14日
  - （就航開始） マンダリン航空（台湾・台北市）が、同社初の日本路線となる沖縄/那覇-台中線を週2便(水・土)で就航開始。
- 4月15日
  - （航空事故） 海上自衛隊の哨戒ヘリコプターSH60が陸奥湾で護衛艦まつゆきと接触、墜落。
- 4月16日
  - （運航再開） エジプト航空（エジプト・カイロ）が、東京/成田-カイロ線を週2便(月・水)で運航再開。
- 4月17日
  - （就航開始） ハワイアン航空（アメリカ・ハワイ州ホノルル）が、福岡-ホノルル線を1日1便で就航開始。
- 4月20日
  - （航空事故） ボジャ航空の旅客機ボーイング737（BHO-213便）がパキスタンのベナジル・ブット国際空港近くで墜落。
  - （売却） bmi（イギリス・ロンドン）が、ルフトハンザグループからインターナショナル・エアラインズ・グループ (IAG)に売却。
  - （アライアンス脱退） bmiが、上記の理由によってスターアライアンスから脱退。
- 4月22日
  - （就航開始） 日本航空（東京都品川区東品川）が、東京/成田-ボストン線を1日1便で就航開始。
- 4月27日
  - （運航再開） デルタ航空（アメリカ・アトランタ）が、東京/羽田-デトロイト線を1日1便で運航再開。
  - （就航開始） ガルーダ・インドネシア航空が、東京/羽田-デンパサール線を1日1便で就航開始。
  - （航空実験）メキシコにてテレビ番組の企画として墜落実験が行われる。（2012年ボーイング727型機墜落実験を参照）
- 4月30日
  - （路線運休） スカイマークが、本年3月25日に就航したばかりの東京/羽田-大阪/関西線（1日1便）を運休。

### 5月
- 5月8日
  - （就航開始） 格安航空会社の、Peach Aviationが、大阪/関西-ソウル/仁川線を1日1便で就航開始。なお、本年6月23日からは1日3便に増便。機材は、エアバスA320-200型機（乗客 : 180名）で運航。
  - （開港） 揚州泰州空港が、中国・揚州市に開港。
- 5月9日
  - （航空事故） スホーイ・スーパージェット100が、デモ飛行中にインドネシア・ジャワ島サラク山に墜落。（スホーイ・スーパージェット100の墜落事故）
- 5月14日
  - （15周年） 航空連合の「スターアライアンス」が、本日結成15周年。
- 5月15日
  - （社名変更発表） エア・パシフィック航空（フィジー・ナンディ）が、商号（社名）を2013年6月を目途に変更すると発表。新しい社名は、「フィジー・エアウェイズ」で1958年から1970年まで使用していた名称で以前の社名に戻す形となる。なお、今後予定では2013年6月に社名を変更、2013年末までに機材の塗装、各種施設のロゴの変更を行う。同社は2013年に新機材のエアバスA330-200型機を導入する予定で、この機材から新ロゴ、新名称を使用する計画。エア・パシフィック航空は経営再建を進め、ボーイング747-400型機の退役なども予定されている。経営再建の終了に合わせて社名を元に戻し、フィジーへの旅行客を増やす考え。
- 5月29日
  - （社名変更） サウジアラビア航空（サウジアラビア・ジェッダ）が、サウディアに社名（商号）変更。
  - （アライアンス加盟） サウディア（サウジアラビア・ジェッダ）が、スカイチームに正式加盟。
  - （就航開始） LOTポーランド航空（ポーランド・ワルシャワ）が、ワルシャワ-北京/首都線を週3便で就航開始。機材は、ボーイング767-300ER型機だがボーイング787-8型機を受領次第、機材変更する予定。

### 6月
- 6月1日
  - （運休） アメリカン航空（アメリカ・フォートワース）が、東京/成田-ニューヨーク/ケネディ線を運休。
  - （運航再開） アメリカン航空が、東京/羽田-ニューヨーク/ケネディ線を1日1便で運航再開。
- 6月3日
  - （航空事故） ナイジェリア・ラゴスで、ダナ・エアのMD-83が墜落。（ダナ・エア992便墜落事故）
- 6月13日
  - （航空事故） 米空軍のCV22オスプレイが、フロリダ州で訓練中に墜落事故。
- 6月19日
  - （運航再開） ウラジオストク航空（ロシア・ウラジオストク）が、本年3月から運休していた、東京/成田-ハバロフスク線を週2便(火・金)で運航再開。
- 6月21日
  - （航空事故） インドネシア空軍のフォッカー F27が、インドネシア・ジャカルタで墜落事故。
  - （アライアンス加盟） コパ航空（パナマ・パナマシティ）が、スターアライアンスに正式加盟。
  - （アライアンス加盟） アビアンカ航空（コロンビア・ボゴタ）が、スターアライアンスに正式加盟。
  - （アライアンス加盟） TACA航空（エルサルバドル・サンサルバドル）が、スターアライアンスに正式加盟。
- 6月27日
  - （運航停止） フィンランドのチャーター航空会社「エア・フィンランド」が、経営難で運航停止。
- 6月28日
  - （廃港） 昆明巫家壩国際空港（中国・昆明市）が、空港拡張のため廃港。
  - （開港） 昆明長水国際空港（中国・昆明市）が、開港。
  - （就航開始） トランスアジア航空（台湾・台北市）が、初めての日本路線となる大阪/関西-台北/桃園線を1日1便で就航開始。
  - （アライアンス加盟） ミドル・イースト航空（レバノン・ベイルート）が、スカイチームに正式加盟。

### 7月
- 7月1日
  - （経営統合） 関西国際空港と大阪国際空港を経営統合。
  - （就航開始） スカイマークが、東京/成田-鹿児島線、大阪/関西-旭川線をいずれも1日1便で就航開始。
  - （就航開始） 格安航空会社の、Peach Aviationが、大阪/関西-香港線を1日1便で就航開始。
  - （機材変更） 成田国際空港発のエミレーツ航空（アラブ首長国連邦・ドバイ） ドバイ線をエアバスA380に機材変更。これにより、成田に就航する航空会社でA380は6社目（シンガポール航空・カンタス航空・ルフトハンザドイツ航空・エールフランス・大韓航空）となった。
- 7月3日
  - （就航開始） 格安航空会社の、ジェットスター・ジャパン（千葉県成田市）が、東京/成田-札幌/新千歳、福岡線を就航開始。機材は、エアバスA320型機（乗客 : 180名）。
- 7月9日
  - （就航開始） 格安航空会社の、ジェットスター・ジャパンが、東京/成田-大阪/関西、沖縄/那覇線を就航開始。
- 7月12日
  - （就航開始） スターフライヤー（福岡県北九州市小倉南区）が、初めての国際線となる北九州-釜山線を1日2便で就航開始。
- 7月16日
  - （運航再開） ウラジオストク航空が、東京/成田-ウラジオストク線を週2便(月・金)で運航再開。
- 7月17日
  - （運航再開） ウラジオストク航空が、東京/成田-ユジノサハリンスク線を週2便(火・木)で運航再開。
- 7月22日
  - （航空事故） 米軍三沢基地所属のF16戦闘機が、北海道・根室沖で墜落。
- 7月25日
  - （就航開始） 全日本空輸が、東京/成田-シアトル線を1日1便で就航開始。

### 8月
- 8月1日
  - （就航開始） 格安航空会社の、エアアジア・ジャパン（千葉県成田市）が、東京/成田-札幌/新千歳線を1日3便、福岡線を1日2便でそれぞれ就航開始。
- 8月3日
  - （就航開始） 格安航空会社の、エアアジア・ジャパンが、東京/成田-沖縄/那覇線を1日1便で就航開始。
- 8月8日
  - （オープンスカイ） 日中両政府がオープンスカイ協定締結で合意。
- 8月11日
  - （運航停止） イタリアの格安航空会社、「ウィンドジェット」（シチリア島カターニア）が経営難のため、運航停止。
- 8月14日
  - （受領） エチオピア航空（エチオピア・アディスアベバ）が、最新鋭機のボーイング787型機を初めて受領。これによって、全日本空輸、日本航空（いずれも日本）に次いで世界で3社目の受領となった。
- 8月16日
  - （航空事故） ベルギー空軍のF16戦闘機がクライネ＝ブローゲル空軍基地でバードストライクによって墜落[2]。
- 8月24日
  - （就航開始） 格安航空会社の、ジェットスター・ジャパンが、大阪/関西-札幌/新千歳線、福岡線をそれぞれ1日1便で就航開始。
- 8月29日
  - （アライアンス加盟） アルゼンチン航空（アルゼンチン・ブエノスアイレス）が、スカイチームに正式加盟。
- 8月30日
  - （路線廃止） エバー航空（台湾・台北市）が、名古屋/中部-台北/桃園線 (週2便 木・日)を運休。
- 8月31日
  - （受領） ラン航空（チリ・サンティアゴ）が、最新鋭機のボーイング787型機を初めて受領。これによって、全日本空輸、日本航空（いずれも日本）、エチオピア航空（エチオピア）に次いで世界で4社目の受領となった。

### 9月
- 9月3日
  - （就航開始） 山東航空（中国・済南市）が、東京/成田-青島線を週3便(月・木・金)で就航開始。
- 9月6日
  - （受領） エア・インディア（インド・ムンバイ）が、最新鋭機のボーイング787型機を初めて受領。これによって、全日本空輸、日本航空（いずれも日本）、エチオピア航空（エチオピア）、ラン航空（チリ）に次いで世界で5社目の受領となった。
- 9月10日
  - （運航停止） エア・ナイジェリア（ナイジェリア・ラゴス）が、運航停止。
- 9月19日
  - （再上場） 日本航空が、東京証券取引所第1部に再上場。
- 9月22日
  - （受領） ユナイテッド航空（アメリカ・シカゴ）が、最新鋭機のボーイング787型機を初めて受領。これによって、全日本空輸、日本航空（いずれも日本）、エチオピア航空（エチオピア）、ラン航空（チリ）、エア・インディア（インド）に次いで世界で6社目の受領となった。
- 9月27日
  - （受領） タイ国際航空（タイ・バンコク）が、エアバスA380型機を初めて受領。これによって、シンガポール航空（シンガポール）、エミレーツ航空（UAE）、カンタス航空（オーストラリア）、エールフランス（フランス）、ルフトハンザドイツ航空（ドイツ）、大韓航空（韓国）、中国南方航空（中国）、マレーシア航空（マレーシア）に続いて9社目の受領となった。
- 9月28日
  - （破産申請） サザン・エア（アメリカ）が、連邦倒産法第11章（チャプター11）を申請。

### 10月
- 10月1日
  - （社名変更） 北海道国際航空株式会社が、「株式会社AIRDO（エアドゥ）」に社名（商号）を変更。
  - （航空事故） 1930年代に作られたデ・ハビランドDH84(en)が、オーストラリアクイーンズランド州の山林に墜落(en)。
- 10月3日
  - （アライアンス加盟） チャイナエアライン・カーゴ（台湾・桃園県）が、スカイチーム・カーゴに正式加盟。
- 10月7日
  - （航空事故） スーダン空軍の輸送機アントノフ12型機が墜落。
- 10月8日
  - （アライアンス加盟発表） カタール航空（カタール・ドーハ）が、2013年後半から2014年前半を目途にワンワールドに正式加盟すると発表。
- 10月15日
  - （就航開始） 全日本空輸が、東京/成田-ヤンゴン線を週3便(月・水・土)で就航開始。
- 10月16日
  - （就航開始） 格安航空会社の、Peach Aviationが、大阪/関西-台北/桃園線を1日1便で就航開始。
- 10月18日
  - （ターミナル開設） 那覇空港に国内初となるLCC専用ターミナルが開業。当面は、Peach Aviation、エアアジア・ジャパンの2社が使用。
  - （就航開始） 格安航空会社の、Peach Aviationが、大阪/関西-沖縄/那覇線を1日2便で就航開始。
- 10月25日
  - （路線運休） ウラジオストク航空の、東京/成田-ユジノサハリンスク線が運休。
- 10月27日
  - （廃止） 日本航空が、大阪/関西-沖縄/那覇線 (1日1便)を本日をもって廃止。
  - （廃止） 中国東方航空が、福島-上海/浦東線 (週2便 木・日)を本日をもって廃止。
  - （運休） 中国東方航空が、大阪/関西-合肥線 (週2便 木・土)のプログラムチャーター便を本日をもって運休。
  - （運休） 香港エクスプレス航空（香港）が、大阪/関西-香港線 (1日1便)を本日をもって運休。
  - （運休） ユナイテッド航空が、東京/成田-台北/桃園線 (1日1便)を本日をもって運休。
  - （運休） ユナイテッド航空が、沖縄/那覇-グアム線 (週2便 水・土)を本日をもって運休。
  - （運休） 北海道エアシステムが、札幌/丘珠-女満別線 (1日2便)を本日をもって廃止。
- 10月28日
  - （ダイヤ改正） 本日から航空ダイヤが冬ダイヤに変更。
  - （ターミナル開設） 関西国際空港に格安航空会社専用の第2ターミナルが開業。当面は、Peach Aviationのみが使用。
  - （就航開始） 格安航空会社の、エアアジア・ジャパン（千葉県成田市）が、初の国際線となる東京/成田-ソウル/仁川線を1日1便で就航開始。
  - （就航開始） 格安航空会社の、ジェットスター・ジャパンが、大阪/関西-沖縄/那覇線を1日1便で就航開始。
  - （就航開始） 全日本空輸が、東京/成田-デリー線を1日1便で就航開始。
  - （就航開始） エバー航空が、函館-台北/桃園線を週2便 (水・日)で就航開始。
  - （直行化開始） カタール航空（カタール・ドーハ）の、東京/成田-大阪/関西-ドーハ線を、東京/成田-ドーハ線、大阪/関西-ドーハ線へそれぞれ直行運航開始。
- 10月29日
  - （就航開始） シンガポール航空が設立した格安航空会社の、スクート（シンガポール）が、東京/成田-台北/桃園-シンガポール線を1日1便で就航開始。
- 10月30日
  - （就航開始） タイ国際航空（タイ・バンコク）が、札幌/新千歳-バンコク線を週3便 (水・金・日)で就航開始。
  - （就航開始） ハワイアン航空が、札幌/新千歳-ホノルル線を週3便 (水・金・日)で就航開始。

### 11月
- 11月1日
  - （就航開始） ジェットスター航空が、大阪/関西-シンガポール-ダーウィン線を週3便(月・金・土)で就航開始。
  - （アライアンス脱退 & 改組） Blue1（フィンランド・ヘルシンキ）が、親会社であるスカンジナビア航空（スウェーデン・ストックホルム）の運航会社に改組されたことに伴いスターアライアンスを脱退。スカンジナビア航空の「アフィリエイトメンバー」となった。
- 11月11日
  - （受領） LOTポーランド航空（ポーランド・ワルシャワ）が、最新鋭機のボーイング787型機を初めて受領。これによって、全日本空輸、日本航空（いずれも日本）、エチオピア航空（エチオピア）、ラン航空（チリ）、エア・インディア（インド）、ユナイテッド航空（米国）に次いで世界で7社目の受領となった。
- 11月12日
  - （受領） カタール航空（カタール・ドーハ）が、最新鋭機のボーイング787型機を初めて受領。これによって、全日本空輸、日本航空（いずれも日本）、エチオピア航空（エチオピア）、ラン航空（チリ）、エア・インディア（インド）、ユナイテッド航空（米国）、LOTポーランド航空（ポーランド）に次いで世界で8社目の受領となった。
- 11月14日
  - （廃港） 広島西飛行場（広島県広島市西区）が、廃港。国土交通省によると、定期便の発着していた空港の廃港は今回が初めての事例となった。広島西飛行場は、1961年9月15日に開港し、新広島空港（現・広島空港、広島県三原市）が開港した1993年10月29日以降、小型機による近距離路線が維持されていたが、2010年10月31日の日本エアコミューターの撤退以降、定期便が全てなくなり、広島市は存続を求めていたが、2011年5月にヘリポート化が決まっていた。これにより、51年の幕を閉じる事となった。
- 11月15日
  - （開港） 旧・広島西飛行場の一部に、「広島ヘリポート」が開港。
  - （航空事故） 米空軍のF22戦闘機がフロリダ州のティンダル空軍基地で墜落[3]。
- 11月16日
  - （就航開始） アシアナ航空が、ソウル/仁川-ウラジオストク線を1日1便で就航開始。
  - （厳重注意） 格安航空会社のジェットスター・ジャパンが国土交通省から厳重注意を受ける。社内規定で定められている3年以上の経験という条件を満たさない整備士2名が確認主任者として従事していたため。国内の格安航空会社に対する初の厳重注意となった。
- 11月17日
  - （就航開始） アシアナ航空が、沖縄/那覇-釜山線を週2便 (木・日)で就航開始。
- 11月21日
  - （アライアンス加盟） 廈門航空（中国・廈門市）が、スカイチームに正式加盟。
- 11月28日
  - （就航開始） 格安航空会社の、エアアジア・ジャパン（千葉県成田市）が、東京/成田-釜山線を1日1便で就航開始。
- 11月29日
  - （アライアンス加盟） 深圳航空（中国・深圳市）が、スターアライアンスに正式加盟。
- 11月30日
  - （航空事故） コンゴ共和国のマヤマヤ空港でIL-76T貨物機が着陸に失敗、炎上。

### 12月
- 12月1日
  - （アライアンス加盟） ブリティッシュ・エアウェイズ（イギリス・ロンドン）の子会社、オープンスカイズ（フランス・ランジス）が、ワンワールドに正式加盟。
- 12月2日
  - （就航開始） 日本航空が、東京/成田-サンディエゴ線を週4便(月・水・金・日)で就航開始。機材は、ボーイング787-8型機。
- 12月4日
  - （航空事故） 中国・広東省汕頭市郊外で中国空軍の殲7戦闘機が墜落。
- 12月5日
  - （航空事故） 南アフリカ共和国クワズールー・ナタール州レディスミス近郊で南アフリカ空軍のC-47ATPが墜落（2012年南アフリカ空軍C-47TP墜落事故）。
- 12月9日
  - （開港） 岩国錦帯橋空港が、開港（正式には再軍民共用化）。
- 12月13日
  - （就航開始） 全日本空輸が、東京/羽田 - 岩国線を1日4便で就航開始。
  - （滑走路完全供用） 成田国際空港のA滑走路（第1滑走路）の南側進入時の延長を4,000mの滑走路として完全運用。A滑走路は4,000mを有しているが、南端から約800mの場所に、反対派の「団結小屋」が建つ未買収地が234㎡残っている為アプローチ帯を建設できず、本来ここにあるべき進入灯はA滑走路南側内に750mにわたって設置されており、南側から着陸する場合は実質3,250mの滑走路としてしか利用できなかった。その後、土地を取得しA滑走路南側内にある進入灯をアプローチ帯へ移設させる工事を行っていた。
- 12月17日
  -  (改善計画提出)  格安航空会社のジェットスター・ジャパンが、11月16日に受けた厳重注意に対する改善計画書を国土交通省に提出。整備部門の人員増強やコンプライアンスの徹底を定めている。なお本件により、当初10月28日から開始予定だった関西国際空港の第2拠点化は2013年3月以降に、2013年6月頃を予定していた国際線の就航は2013年夏以降に、それぞれ延期されている。
- 12月24日
  - （就航開始） 格安航空会社の、ジンエアー（韓国・ソウル）が、沖縄/那覇-ソウル/仁川線を1日1便で就航開始。
- 12月25日
  - （航空事故） ミャンマーシャン州でエア・バガンの国内線旅客機フォッカー 100がヘーホー空港付近の道路に不時着。2名死亡。
- 12月29日
  - （航空事故） ロシアのヴヌーコヴォ国際空港で、レッドウィングス航空旅客機ツポレフ204がオーバーランし、炎上。4名死亡（レッドウィングス航空9268便着陸失敗事故）。